# استان ماتابلند شمالی
استان ماتابلند شمالی (به لاتین: Matabeleland North Province) یک استان در زیمبابوه است که در غرب این کشور واقع شده‌است.

## خصوصیات
استان ماتابلند شمالی ۷۵٬۰۲۵ کیلومترمربع مساحت و ۷۴۹٬۰۱۷ نفر جمعیت دارد.